# Сельский староста

Волостной староста отдаёт рапорт Столыпину. 1900-е.

Се́льский ста́роста — член сельского общества, доверенное лицо жителей села (деревни), их представитель при взаимодействии с местной властью.
Выборный сельский староста представляет интересы жителей и своевременно передает им необходимую информацию. Кроме того, он помогает жителям, органам местного самоуправления организовать участие в различных программах и проектах, в том числе с привлечением бюджетных средств, средств самообложения граждан, а также содействует в их реализации. Также сельский староста (вы́борный) вправе выступить инициатором проекта инициативного бюджетирования по приоритетным для жителей вопросам.

## Сельские старосты в Российской Федерации
Президент Российской Федерации подписал федеральный закон, которым устанавливается ряд изменений в отдельных законодательных актах, касающихся организации местного самоуправления. В частности, закон «Об общих принципах организации местного самоуправления в Российской Федерации» (№ 131-ФЗ) дополнен статьёй 27 о старосте сельского населённого пункта.
Возрождение института старост в современной России началось в 2010-х годах. К 2014 году, в частности, соответствующий институт действовал в Ленинградской, Вологодской, Нижегородской, Оренбургской и некоторых других областях. В 2014 году благодаря усилиям старосты деревни Дудинское Вологодской области Натальи Колосовой был построен пешеходный мост через реку Тошня. В августе 2014 года в Вологде прошёл первый областной сход старост.
В апреле 2016 года старосты принимали участие в Форуме глав органов местного самоуправления Ленинградской области. Во время своего выступления на этом форуме председатель Госдумы Сергей Нарышкин высказал идею ввести понятие сельского старосты в федеральный закон «Об общих принципах организации местного самоуправления».
В мае 2016 года Кемеровская область приняла региональный закон о работе старост.
В ноябре 2016 года были назначены первые старосты в Кемеровской области
Апрель 2021 года проведение на территории муниципального района Иглинский район Республики Башкортостан конкурса «Староста года 2021» 
Участники конкурса представили презентацию о проделанной работе за 2021 год и выступили перед конкурсной комиссией на ее заседании. Лучшим по итогам конкурса был определён  Ермилов Кирилл Владимирович – староста д.Пушкинское Калтымановского сельсовета;

## Сельские старосты в Российской империи

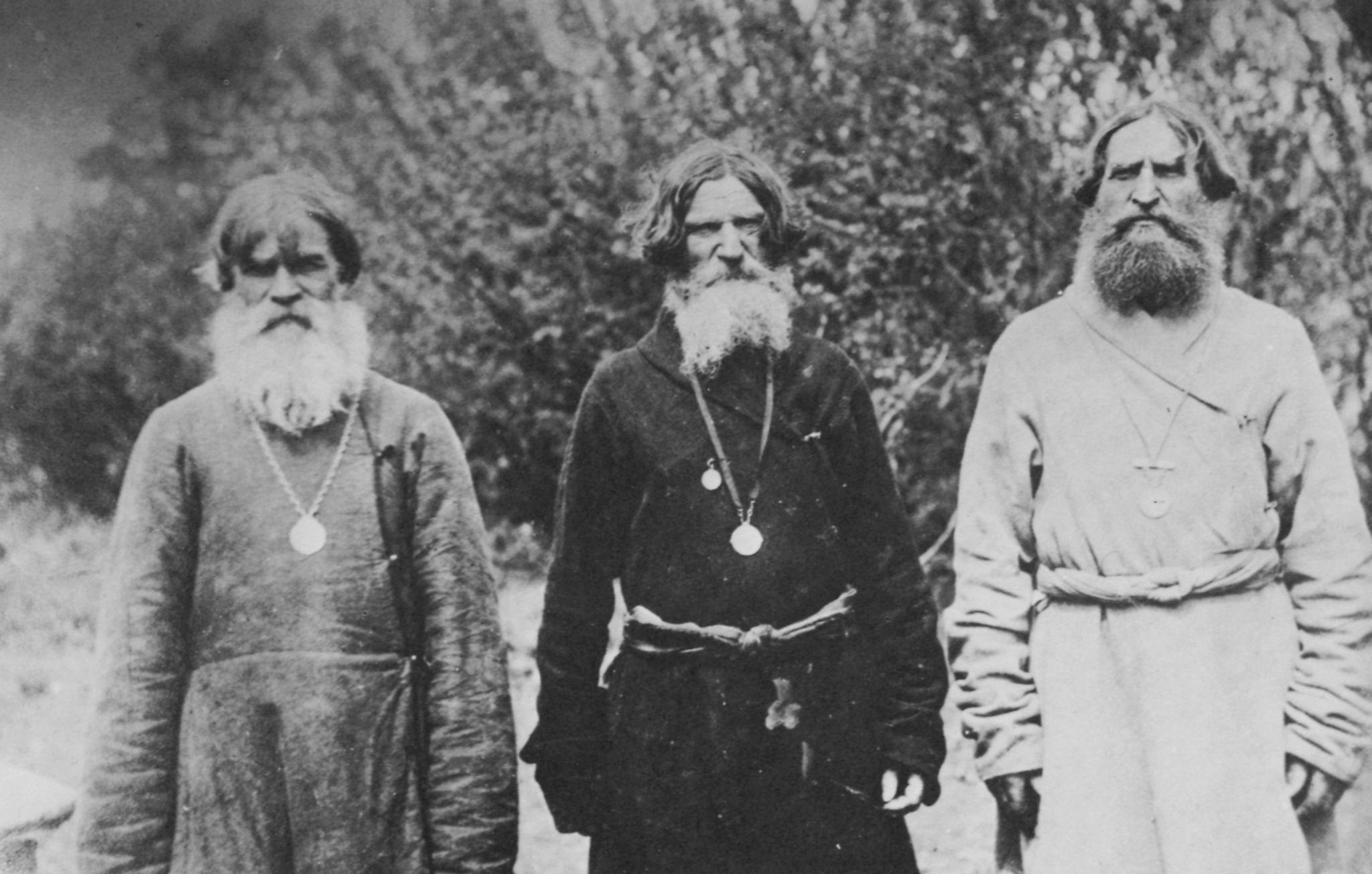
Сельские старосты

Низшая ступень в иерархии сельской власти Российской империи, выборное должностное лицо сельского общества. После избрания для исполнения общественных обязанностей староста принимал присягу. Также он освобождался от всех натуральных повинностей.
До 1861 года в обязанности Сельского старосты этого лица входил целый ряд действий. Согласно 5 книге Свода уголовных законов, сельский старшина был обязан:
- Определять дату взноса хлеба в запасные магазины.
- Следить за порядками и сроками внесения государственными крестьянами взносов в счёт окладов и ссуд.
- Заявлять ходатайства выдаче хлебных ссуд крестьянам из запасного магазина. Решение о выдаче хлеба принимало Волостное правление.
- Следить за тем, чтобы хлебные ссуды доходили до нуждающихся.
- Чтобы получившие хлебную ссуду не передавали её другим семьям.
- Следить за тем, чтобы в запасном магазине не заканчивался хлеб.
- Следить за посевом и сбором урожая, а также уведомлять об этом Волостное правление.
- Сообщать Волостному правлению актуальные цены на зерно и сено.
- Доносить о тех православных крестьянах, которые не исповедовались и не причащались[15].
- Охранять порядок во время богослужений и крестных ходов.
- Следить за тем, чтобы во время литургий или крестных ходов были закрыты питейные заведения и ренсковые погреба.
- Следить за тем, чтобы во вверенной ему местности не распространялись различные суеверия, не практиковалось знахарство. Выявленные нарушители должны быть доставлены в Сельскую расправу и о них должна быть информирована полиция.
- Следить за тем, чтобы никто не позволял себе обнародовать императорские законы и манифесты, также не срывал вывешенные в присутственных местах указы.
- Контролировать, чтобы никто из крестьян не распространял каких-либо слухов, не призывал к беззаконию и беспорядкам.
- Контролировать, чтобы не происходило незаконных собраний.
- Следить за моральным обликом крестьян: не допускать пьянства и появления распутных женщин.
- Противодействовать нищете и бродяжничеству.
- Препятствие совершения преступлений и их раскрытие.
- Следить за тем, чтобы крестьяне не играли в азартные игры.
- Контролировать сельскую торговлю.
- Следить за тем, чтобы обладатели паспортов жили в той местности, к которой прикреплены[16].

Права и обязанности Сельского старосты были закреплены в «Общем Положении о крестьянах, вышедших из крепостной зависимости от 19 февраля 1861 года». Избирался сельским сходом на трёхгодичный срок. По административным делам он находился в подчинении у волостного старшины, земского начальника, непременного члена по крестьянским делам присутствия и др. По полицейским делам он подчинялся полицейскому уряднику, становому приставу, уездному исправнику и другим. В то же время он зависел от общины, которая его выбирала, контролировала его работу, назначала плату за труд.
Староста созывал и распускал сход, объявлял повестку, утверждал решения схода, приводил их в исполнение. Он следил за целостностью меж, за состоянием дорог, мостов, гатей на вверенном ему участке. Следил за сбором взносов, исполнением повинностей, за исполнением договоров, за порядком в общественных местах. Он должен был принимать меры по сохранению правопорядка и общественного спокойствия, задерживать лиц без документов, беглых солдат. Староста должен организовать в случае необходимости борьбу с пожаром, наводнением, эпидемией и так далее. Ведомству старосты подлежали все лица податных сословий проживающие на подведомственной ему территории.
Староста имел право за маловажные проступки сажать под арест до двух дней, штрафовать до 1 рубля, или назначать общественные работы до двух дней.

«В виду трудного двойственного положения старосты, сопряженного с хлопотами и плохо вознаграждаемого, лучшие люди деревни всячески стараются избавиться от этой должности; но вместе с тем и крестьяне, в большинстве случаев, людей энергичных и выдающихся не любят выбирать, боясь быть у них потом в подчинении»— Тенишев В. В. Административное положение русского крестьянина. С. 52